# Liste der Naturdenkmäler im Hochsauerlandkreis

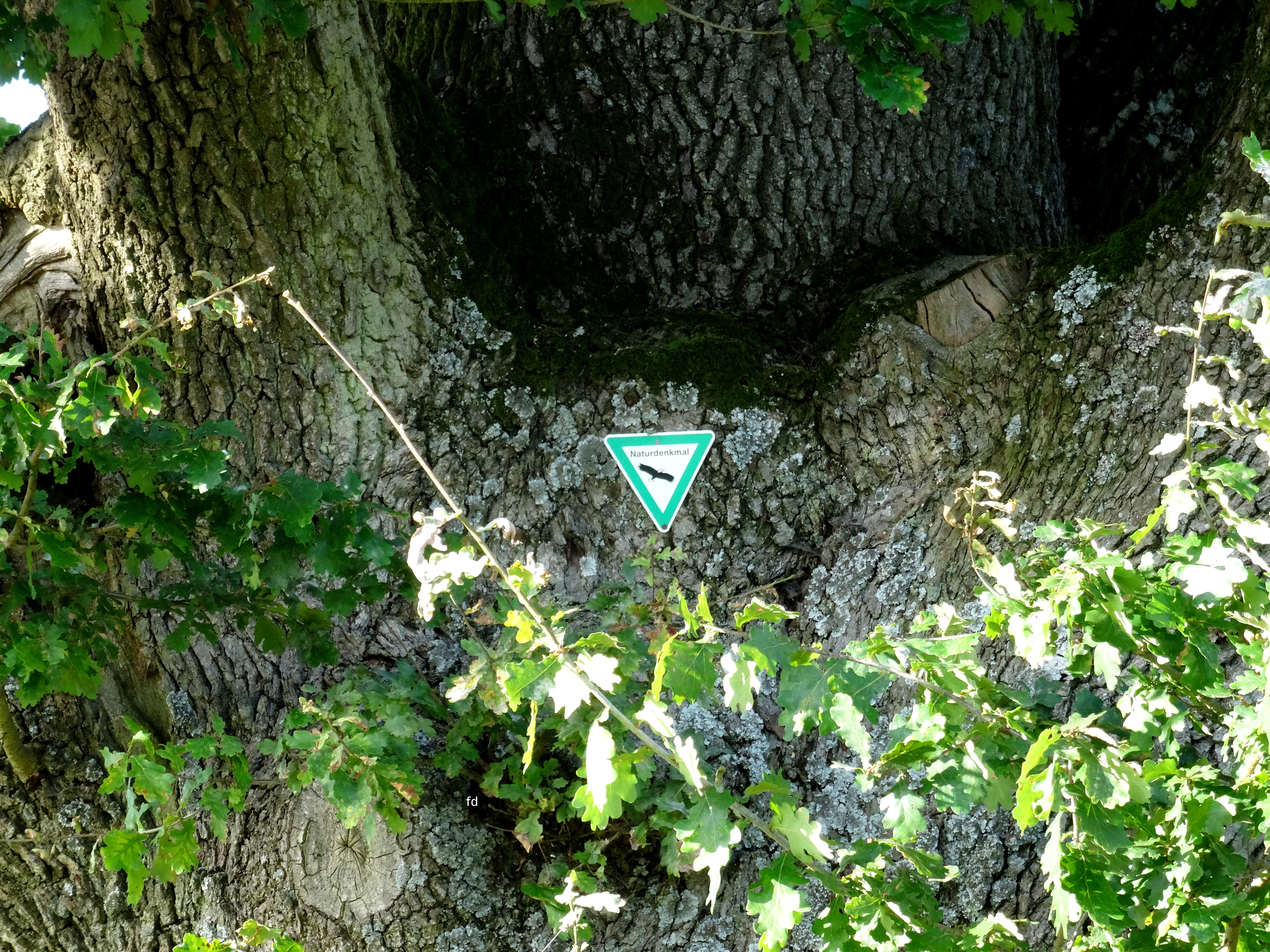
Naturdenkmal-Schild an der alten Eiche im Mescheder Ortsteil Schederberge

Diese Liste umfasst Naturdenkmäler im Hochsauerlandkreis in Nordrhein-Westfalen (Stand April 2017).
Rechtliche Grundlagen der Naturdenkmalausweisungen sind das Bundesnaturschutzgesetz und das Landesnaturschutzgesetz NRW. In Abhängigkeit vom baurechtlichen Bereich innerhalb des Kreises sind verschiedene Rechtswerke maßgeblich. In 14 verschiedenen, das gesamte Kreisgebiet abdeckenden Landschaftsplänen (LP) sind diejenigen Naturdenkmäler (ND) ausgewiesen, die sich im baurechtlichen Außenbereich (Landschaftsraum außerhalb der „im Zusammenhang bebauten Ortsteile“) befinden. In einer ordnungsbehördlichen Verordnung (Naturdenkmalverordnung) sind hingegen die Naturdenkmäler festgesetzt, die sich im baurechtlichen Innenbereich (Geltungsbereich von Bebauungsplänen bzw. Gebiete der „im Zusammenhang bebauten Ortsteile“) befinden.

## Naturdenkmäler nach Gemeinden

### Arnsberg
| Kennung                | Bezeichnung                                     | Lage                                                                     | Erläuterung                      | Bild |
| ---------------------- | ----------------------------------------------- | ------------------------------------------------------------------------ | -------------------------------- | ---- |
| 2.2.1.1 (LP Arnsberg)  | Teich und Erlenfeuchtwald im Herdringer Forst   | nördlich von Niedereimer                                                 |                                  |      |
| 2.2.1.2 (LP Arnsberg)  | Erlenbruchwald oberhalb des Deinscheider Siepen | nördlich Niedereimer                                                     |                                  |      |
| 2.2.1.3 (LP Arnsberg)  | Kalkfelsrippen am nördlichen Homberg            | südlich Ainkhausen                                                       |                                  |      |
| 2.2.2.1 (LP Arnsberg)  | 2 Linden                                        | nördlich Vosswinkel                                                      |                                  |      |
| 2.2.2.2 (LP Arnsberg)  | 2 Eichen                                        | Bellingsen                                                               |                                  |      |
| 2.2.2.3 (LP Arnsberg)  | Eiche                                           | südlich von Bellingsen                                                   |                                  |      |
| 2.2.2.4 (LP Arnsberg)  | Eiche                                           | Forsthaus Haarhof südlich Vosswinkel                                     |                                  |      |
| 2.2.2.5 (LP Arnsberg)  | 2 Linden                                        | nordöstlicher Ortsrand von Bachum                                        |                                  |      |
| 2.2.2.6 (LP Arnsberg)  | Eiche                                           | südwestlich von Hüsten                                                   |                                  |      |
| 2.2.2.7 (LP Arnsberg)  | 2 Eichen                                        | östlich von Bruchhausen                                                  |                                  |      |
| 2.2.2.8 (LP Arnsberg)  | Jungfernbuche                                   | südwestlich Bommerskopf                                                  |                                  |      |
| 2.2.2.9 (LP Arnsberg)  | Eiche                                           | bei Gut Habbel                                                           |                                  |      |
| 2.2.2.11 (LP Arnsberg) | Eiche                                           | nordöstlich von Glösingen                                                |                                  |      |
| 2.2.2.12 (LP Arnsberg) | Eichen-Reihe                                    | am ehemaligen Rittergut Wildshausen                                      |                                  |      |
| 2.2.2.13 (LP Arnsberg) | Rotbuche                                        | am ehemaligen Rittergut Wildshausen                                      |                                  |      |
| 2.2.2.14 (LP Arnsberg) | Fünfstämmige Linde                              | am ehemaligen Rittergut Wildshausen                                      |                                  |      |
| 2.2.2.15 (LP Arnsberg) | Rotbuche                                        | nördlich des ehemaligen Rittergutes Wildshausen                          |                                  |      |
| 2.2.2.16 (LP Arnsberg) | Eiche                                           | östlich von Oeventrop                                                    |                                  |      |
| 2.2.2.17 (LP Arnsberg) | Eiche                                           | bei Gut Wintrop                                                          |                                  |      |
| ND 005 (VO)            | Buche vor der Neuapostolischen Kirche           | Promenade 6 51° 23′ 42,2″ N, 8° 3′ 56,8″ O                               |                                  |      |
| ND 007 (VO)            | Baumgruppe: 1 Eiche und 1 Esche                 | Isidorstraße 47, Bachum 51° 27′ 42,9″ N, 7° 55′ 47,1″ O                  |                                  |      |
| ND 008 (VO)            | Eiche                                           | Neheimer Straße 109, Bachum 51° 27′ 48,3″ N, 7° 55′ 55,4″ O              |                                  |      |
| ND 011 (VO)            | Buche gegenüber der Rodentelgenschule           | Klausenstraße 1, Bruchhausen 51° 25′ 27,2″ N, 8° 1′ 19,1″ O              |                                  |      |
| ND 015 (VO)            | Linde                                           | Bruchhausener Straße 29, Bruchhausen 51° 25′ 29,5″ N, 8° 1′ 28,8″ O      |                                  |      |
| ND 019 (VO)            | Linde in Kirchlinde                             | vor Haus Nr. 2, Holzen 51° 23′ 19,6″ N, 7° 55′ 22,1″ O                   |                                  |      |
| ND 022 (VO)            | Baumgruppe: 2 Buchen bei Villa Brökelmann       | Karlstraße 20, Neheim-Hüsten 51° 27′ 8,1″ N, 7° 58′ 11″ O                |                                  |      |
| ND 027 (VO)            | Eiche                                           | Zur Friedenshöhe 20, Niedereimer 51° 25′ 13,2″ N, 8° 2′ 47″ O            |                                  |      |
| ND 028 (VO)            | Eiche                                           | Zum alten Brunnen 68, Niedereimer 51° 25′ 19,7″ N, 8° 3′ 2,2″ O          |                                  |      |
| ND 030 (VO)            | Ulme (Ulmus glabra)                             | Kirchstraße 55, Pastoratsgarten, Oeventrop 51° 23′ 47,4″ N, 8° 8′ 9,5″ O |                                  |      |
| ND 032 (VO)            | Eiche                                           | Dinscheder Straße 52, Oeventrop 51° 24′ 7,3″ N, 8° 7′ 56,8″ O            |                                  |      |
| ND 033 (VO)            | Eiche                                           | Dinscheder Straße 38, Oeventrop 51° 24′ 4,1″ N, 8° 7′ 59,7″ O            |                                  |      |
| ND 034 (VO)            | Eiche                                           | Wunne 14, Oeventrop 51° 23′ 51,2″ N, 8° 9′ 0,6″ O                        |                                  |      |
| ND 037 (VO)            | Eiche                                           | Im Ufer 3, Oeventrop 51° 23′ 51,2″ N, 8° 9′ 3,1″ O                       |                                  |      |
| ND 038 (VO)            | Baumgruppe: 2 Buchen auf dem Erlenhof           | Mescheder Straße 81, Rumbeck 51° 23′ 20,7″ N, 8° 6′ 28,2″ O              | 1 Baum 2014 auseinandergebrochen |      |

### Bestwig
| Kennung              | Bezeichnung                   | Lage                                                              | Erläuterung | Bild                     |
| -------------------- | ----------------------------- | ----------------------------------------------------------------- | ----------- | ------------------------ |
| 2.2.1.1 (LP Bestwig) | Buchengruppe                  | nordwestlich von Berlar                                           |             |                          |
| 2.2.1.2 (LP Bestwig) | Solitäreiche                  | westlich von Alfert                                               |             |                          |
| 2.2.1.3 (LP Bestwig) | Felsenbuche                   | südlich von Velmede                                               |             |                          |
| 2.2.1.4 (LP Bestwig) | 2 Alt-Eichen                  | Feldflur östlich von Heringhausen                                 |             |                          |
| 2.2.1.5 (LP Bestwig) | 2 Alt-Eichen                  | an einem Feldweg östlich von Heringhausen                         |             |                          |
| 2.2.1.6 (LP Bestwig) | Lindengruppe                  | nordöstlich von Berlar                                            |             |                          |
| 2.2.2.1 (LP Bestwig) | Felsband am Stein             | nordöstlich Dörnberg                                              |             |                          |
| 2.2.2.2 (LP Bestwig) | Felsband am Stein             | südlich Andreasberg                                               |             |                          |
| 2.2.2.3 (LP Bestwig) | Felswand über dem Valmetal    | zwischen Heringhausen und Ramsbeck                                |             |                          |
| 2.2.2.4 (LP Bestwig) | Abbruchkante Hünstenberg      | südöstlich Werdern                                                |             |                          |
| 2.2.2.5 (LP Bestwig) | Meilerfelsen                  | südöstlich von Ostwig                                             |             |                          |
| 2.2.2.6 (LP Bestwig) | Diabasklippen mit Blockhalden | südöstlich von Heringhausen                                       |             |                          |
| 2.2.2.7 (LP Bestwig) | Felsen am Brabecke-Talrand    | südsüdwestlich Werdern                                            |             |                          |
| ND 042 (VO)          | Linde an einer Kapelle        | Aurorastraße 1a, Wasserfall 51° 18′ 11,5″ N, 8° 26′ 5,7″ O        |             |                          |
| ND 044 (VO)          | Eiche („Pius-Eiche“)          | westlich der Andreaskirche, Velmede 51° 21′ 26″ N, 8° 22′ 30,2″ O |             | ND „Pius-Eiche“, Velmede |

### Brilon
| Kennung                          | Bezeichnung                                                             | Lage                                                                                             | Erläuterung | Bild                               |
| -------------------------------- | ----------------------------------------------------------------------- | ------------------------------------------------------------------------------------------------ | ----------- | ---------------------------------- |
| 2.2.1.1 (LP Briloner Hochfläche) | Linde                                                                   | nahe Hof Östenberg nördlich von Brilon                                                           |             | Linde nahe Hof Östenberg           |
| 2.2.1.2 (LP Briloner Hochfläche) | Spitzahorn                                                              | östlich von Brilon                                                                               |             |                                    |
| 2.2.1.3 (LP Briloner Hochfläche) | 2 Linden                                                                | nördlich von Scharfenberg                                                                        |             | ND 2 Linden bei Scharfenberg       |
| 2.2.1.4 (LP Briloner Hochfläche) | 2 Linden                                                                | südwestlich von Oberalme                                                                         |             | ND 2 Linden bei Oberalme           |
| 2.2.1.5 (LP Briloner Hochfläche) | Eiche und Rosskastanie                                                  | südwestlich von Alme                                                                             |             |                                    |
| 2.2.1.6 (LP Briloner Hochfläche) | 2 Stieleichen                                                           | südwestlich von Brilon beim Steinbruch am Geseker Stein                                          |             |                                    |
| 2.2.1.7 (LP Briloner Hochfläche) | Eiche und Rotbuche                                                      | westlich von Scharfenberg                                                                        |             |                                    |
| 2.2.2.1 (LP Briloner Hochfläche) | Schwalgloch am Romberg                                                  | östlich von Brilon                                                                               |             |                                    |
| 2.2.2.2 (LP Briloner Hochfläche) | Doline Dollenseite                                                      | nordöstlich von Brilon                                                                           |             |                                    |
| 2.2.2.3 (LP Briloner Hochfläche) | Schwalgloch Keffelke                                                    | östlich von Brilon                                                                               |             | ND Schwalgloch Keffelke            |
| 2.2.2.4 (LP Briloner Hochfläche) | Schwalgloch Untreue                                                     | östlich von Brilon                                                                               |             |                                    |
| 2.2.2.5 (LP Briloner Hochfläche) | Schwalgloch Wintertal                                                   | nordöstlich von Altenbüren                                                                       |             | ND Schwalgloch Wintertal           |
| 2.2.2.6 (LP Briloner Hochfläche) | Doline Wintertal                                                        | nordöstlich von Altenbüren                                                                       |             | ND Doline Wintertal                |
| 2.2.2.7 (LP Briloner Hochfläche) | Doline Schwelgenkamp                                                    | nordwestlich von Brilon                                                                          |             | ND Doline Dollenseite              |
| 2.2.1.02 (LP Hoppecketal)        | Eiche                                                                   | östlicher Ortsrand von Hoppecke                                                                  |             |                                    |
| 2.2.1.03 (LP Hoppecketal)        | Eiche („Schützeneiche Messinghausen“)                                   | südlich von Messinghausen                                                                        |             |                                    |
| 2.2.1.05 (LP Hoppecketal)        | Baumgruppe aus zwei Bergahorn und einer Kastanie                        | westlich des Abzweigs der L 956 von der L 637 westlich Madfeld                                   |             |                                    |
| 2.2.1.06 (LP Hoppecketal)        | Baumgruppe aus 3 Winterlinden                                           | nordwestlich von Madfeld                                                                         |             |                                    |
| 2.2.1.07 (LP Hoppecketal)        | Baumgruppe aus 2 Bergahorn                                              | nordwestlich von Madfeld                                                                         |             |                                    |
| 2.2.1.08 (LP Hoppecketal)        | Winterlinde                                                             | nordwestlich von Madfeld                                                                         |             |                                    |
| 2.2.1.09 (LP Hoppecketal)        | Baumgruppe aus 2 Eichen und 1 Ulme                                      | nordnordwestlich von Madfeld 51° 26′ 54,5″ N, 8° 42′ 43,3″ O                                     |             | Baumgruppe aus 2 Eschen und 1 Ulme |
| 2.2.2.1 (LP Hoppecketal)         | Doline                                                                  | ca. 700 m südlich von Bleiwäsche                                                                 |             |                                    |
| 2.2.2.2 (LP Hoppecketal)         | Doline                                                                  | ca. 1,7 km südlich von Bleiwäsche                                                                |             |                                    |
| 2.2.2.3 (LP Hoppecketal)         | Schwalgloch                                                             | ca. 1,8 km südlich von Bleiwäsche                                                                |             |                                    |
| 2.2.2.4 (LP Hoppecketal)         | Schwalgloch                                                             | ca. 1 km östlich der Ortsmitte von Thülen                                                        |             |                                    |
| 2.2.2.5 (LP Hoppecketal)         | Schwalgloch                                                             | östlicher Ortsrand von Thülen                                                                    |             |                                    |
| ND 045 (VO)                      | Linde                                                                   | neben Ludgerusstraße 19, Alme 51° 26′ 53,3″ N, 8° 37′ 4,8″ O                                     |             |                                    |
| ND 046 (VO)                      | Linde auf dem Friedhof                                                  | Am Friedhof, Altenbüren 51° 23′ 21,5″ N, 8° 30′ 24″ O                                            |             |                                    |
| ND 055 (VO)                      | Linde                                                                   | Keffelker Straße 19, Brilon 51° 23′ 45,8″ N, 8° 34′ 40,9″ O                                      |             |                                    |
| ND 057 (VO)                      | Linde                                                                   | Friedhof östlich der Hubertuskapelle, Brilon 51° 24′ 4,2″ N, 8° 34′ 27,8″ O                      |             |                                    |
| ND 063 (VO)                      | Linde („Jakobuslinde“)                                                  | Altenbürener Straße/Sportplatz am westlichen Stadtrand von Brilon 51° 23′ 28,5″ N, 8° 33′ 8,4″ O |             | ND Linde                           |
| ND 064 (VO)                      | Linde an der Straße Am Etzelsberg                                       | Hohlweg 15 (Rückseite), Brilon 51° 23′ 27,4″ N, 8° 34′ 11,5″ O                                   |             |                                    |
| ND 067 (VO)                      | Linde                                                                   | zwischen Parkstraße 2 und Dominitstraße 5, Hoppecke 51° 22′ 32,1″ N, 8° 38′ 19,4″ O              |             |                                    |
| ND 080 (VO)                      | Baumgruppe: 2 Linden Zur Heide                                          | südlich Zur Heide 2, Thülen 51° 25′ 11,3″ N, 8° 38′ 28,2″ O                                      |             |                                    |
| ND 082 (VO)                      | Baumreihe: 7 Linden und 3 Ahorn westl. Halbkreis um Friedhof und Kirche | Dionysiusstraße 11, Thülen 51° 25′ 8,2″ N, 8° 38′ 33,2″ O                                        |             |                                    |
| ND 083 (VO)                      | Eiche in der Ortsmitte                                                  | westlich Im Wenster 1 und 2, Wülfte 51° 26′ 10,7″ N, 8° 35′ 1,3″ O                               |             |                                    |

### Eslohe (Sauerland)
| Kennung              | Bezeichnung                                                | Lage                                                                              | Erläuterung | Bild |
| -------------------- | ---------------------------------------------------------- | --------------------------------------------------------------------------------- | --- | ---- |
| 2.2.1.1 (LP Eslohe)  | Solitärbäume                                               | westlich von Oesterberge                                                          | |      |
| 2.2.1.2 (LP Eslohe)  | Eiche                                                      | südlich von Gut Blessenohl                                                        | |      |
| 2.2.1.3 (LP Eslohe)  | Hudebuchen                                                 | nordöstlich von Wenholthausen                                                     | |      |
| 2.2.1.4 (LP Eslohe)  | Baumgruppe                                                 | südlicher Ortsrand von Buenfeld                                                   | |      |
| 2.2.1.5 (LP Eslohe)  | Eichengruppe                                               | südlich von Buenfeld                                                              | |      |
| 2.2.1.6 (LP Eslohe)  | Eichengruppe                                               | östlicher Ortsrand von Herhagen                                                   | |      |
| 2.2.1.7 (LP Eslohe)  | Eschen                                                     | nordöstlich von Buenfeld                                                          | |      |
| 2.2.1.8 (LP Eslohe)  | Mehrstammbuchen                                            | westlich von Bockheim                                                             | |      |
| 2.2.1.9 (LP Eslohe)  | Eichengruppe                                               | östlich von Bockheim                                                              | |      |
| 2.2.1.10 (LP Eslohe) | Hudebuchen                                                 | westlich von Schwartmecke                                                         | |      |
| 2.2.1.11 (LP Eslohe) | Eiche                                                      | nördlich von Wenholthausen                                                        | |      |
| 2.2.1.12 (LP Eslohe) | Eiche                                                      | westlich von Wenholthausen-Mathmecke                                              | |      |
| 2.2.1.13 (LP Eslohe) | Hudeeiche                                                  | westlich von Habbecke                                                             | |      |
| 2.2.1.14 (LP Eslohe) | Ahorn                                                      | westlich von Habbecke                                                             | |      |
| 2.2.1.15 (LP Eslohe) | Eiche                                                      | nordöstlich von Sallinghausen                                                     | |      |
| 2.2.1.16 (LP Eslohe) | Pappeln                                                    | nördlich von Sallinghausen                                                        | |      |
| 2.2.1.17 (LP Eslohe) | Trauerweide                                                | östlich von Isingheim                                                             | |      |
| 2.2.1.18 (LP Eslohe) | Eiche                                                      | südlich von Sallinghausen                                                         | |      |
| 2.2.1.19 (LP Eslohe) | Esche                                                      | nördlicher Ortsrand von Niedereslohe                                              | |      |
| 2.2.1.20 (LP Eslohe) | Eiche                                                      | nördlich von Cobbenrode                                                           | |      |
| 2.2.1.21 (LP Eslohe) | Eiche                                                      | Bremscheid                                                                        | |      |
| 2.2.1.22 (LP Eslohe) | Eiche                                                      | westlich von Kückelheim                                                           | |      |
| 2.2.1.23 (LP Eslohe) | Eiche                                                      | westlicher Ortsrand von Eslohe                                                    | |      |
| 2.2.1.24 (LP Eslohe) | Kirsche                                                    | südlich von Niedersalwey                                                          | |      |
| 2.2.1.25 (LP Eslohe) | Buche                                                      | südöstlich von Obersalwey                                                         | |      |
| 2.2.1.26 (LP Eslohe) | Buche                                                      | nordöstlich von Niedersalwey                                                      | |      |
| 2.2.1.27 (LP Eslohe) | Eiche                                                      | nördlich von Friedrichstal                                                        | |      |
| 2.2.1.28 (LP Eslohe) | Esche                                                      | südöstlich von Wenholthausen                                                      | |      |
| 2.2.1.29 (LP Eslohe) | Eiche                                                      | nördlich von Henninghausen                                                        | |      |
| 2.2.1.30 (LP Eslohe) | Hainbuche                                                  | nördlich von Buenfeld                                                             | |      |
| 2.2.1.31 (LP Eslohe) | Eiche                                                      | nordöstlich von Buenfeld                                                          | |      |
| 2.2.1.32 (LP Eslohe) | Eiche                                                      | östlich von Büemke                                                                | |      |
| 2.2.1.33 (LP Eslohe) | Buchen                                                     | nordwestlich von Nieder-Reiste                                                    | |      |
| 2.2.1.34 (LP Eslohe) | Eiche                                                      | südlicher Ortsrand von Reiste                                                     | |      |
| 2.2.1.35 (LP Eslohe) | Linde                                                      | südlich von Haus Wenne                                                            | |      |
| 2.2.1.36 (LP Eslohe) | Eiche                                                      | zwischen Bremke und Reiste                                                        | |      |
| 2.2.1.37 (LP Eslohe) | Esche                                                      | zwischen Bremke und Reiste                                                        | |      |
| 2.2.1.38 (LP Eslohe) | Eiche                                                      | südlicher Randbereich vom Wohnplatz Husen                                         | |      |
| 2.2.1.39 (LP Eslohe) | Eiche                                                      | ca. 180 m nordwestlich von Frielinghausen                                         | |      |
| 2.2.1.40 (LP Eslohe) | Eiche                                                      | ca. 120 m nordwestlich von Frielinghausen                                         | |      |
| 2.2.1.41 (LP Eslohe) | Eiche                                                      | nördlich von Haus Wenne                                                           | |      |
| 2.2.2.1 (LP Eslohe)  | Klippen                                                    | östlich von Oberlandenbeck                                                        | |      |
| 2.2.2.2 (LP Eslohe)  | Quellsumpf                                                 | östlich von Oberlandenbeck                                                        | |      |
| 2.2.2.3 (LP Eslohe)  | Felsen                                                     | westlich von Niedermarpe                                                          | |      |
| ND 088 (VO)          | Baumgruppe: Linde                                          | ehem. Hauptstraße 83, gegenüber Hauptstraße 6, Eslohe 51° 15′ 6″ N, 8° 10′ 1,1″ O | 2006: 2 Linden. 2016 nur noch ein Baum vorhanden                                                               |      |
| ND 091 (VO)          | Buche                                                      | Ecke Am Hammer 1a/Kupferstraße, Eslohe 51° 15′ 27″ N, 8° 10′ 11″ O                | |      |
| ND 092 (VO)          | Buche                                                      | Hauptstraße 51, Eslohe 51° 15′ 15,5″ N, 8° 10′ 12,1″ O                            | |      |
| ND 094 (VO)          | Linde am Fußweg von der Schultheißstraße zur Schützenhalle | Schultheißstraße, Eslohe 51° 15′ 10,5″ N, 8° 10′ 12,1″ O                          | |      |
| ND 099 (VO)          | Eiche, Kirchplatz westlich der Kirche                      | Mescheder Straße 36, Reiste 51° 15′ 49,1″ N, 8° 14′ 22,8″ O                       | Schäden durch Schwefelporling, 2016 soll weitere Entwicklung abgewartet werden (ND-Schutz vorerst beibehalten) |      |
| ND 101 (VO)          | Eiche am Hof Arens                                         | Gallenstraße 4, Kückelheim 51° 14′ 9,5″ N, 8° 4′ 30″ O                            | |      |
| ND 102 (VO)          | Eiche                                                      | Wiesenstraße 1, Wenholthausen 51° 17′ 7,9″ N, 8° 10′ 53,2″ O                      | |      |

### Hallenberg
| Kennung                | Bezeichnung                                     | Lage                                                                          | Erläuterung | Bild |
| ---------------------- | ----------------------------------------------- | ----------------------------------------------------------------------------- | ----------- | ---- |
| 2.2.1 (LP Hallenberg)  | Traubeneiche                                    | nordöstlich der Kuppe des Freien Steins                                       |             |      |
| 2.2.2 (LP Hallenberg)  | Stieleiche                                      | nordöstlich von Hallenberg                                                    |             |      |
| 2.2.3 (LP Hallenberg)  | Traubeneiche                                    | Pflanzenberg nördlich von Braunshausen                                        |             |      |
| 2.2.4 (LP Hallenberg)  | 2 Traubeneichen                                 | südöstlich von Braunshausen                                                   |             |      |
| 2.2.5 (LP Hallenberg)  | 2 Rotbuchen                                     | Südostrand der Pastorenwiese                                                  |             |      |
| 2.2.6 (LP Hallenberg)  | Bergahorn                                       | im Grünland östlich von Trambach                                              |             |      |
| 2.2.7 (LP Hallenberg)  | Traubeneiche                                    | im Grünland östlich von Trambach                                              |             |      |
| 2.2.8 (LP Hallenberg)  | Rotbuche                                        | im Grünland südöstlich von Trambach                                           |             |      |
| 2.2.9 (LP Hallenberg)  | Spezialfaltung in ehemaligen Steinbruch Hesborn | nordöstlicher Ortsrand von Hesborn                                            |             |      |
| 2.2.10 (LP Hallenberg) | Rosskastanie                                    | Grünland „Bornhelle“ zwischen Hesborn und Stadtgrenze Medebach                |             |      |
| 2.2.11 (LP Hallenberg) | Stieleiche                                      | Bereich „Roteland“ westlich des Habichertales                                 |             |      |
| 2.2.12 (LP Hallenberg) | 2 Stieleichen                                   | Bereich „Roteland“ westlich des Mahlbaches                                    |             |      |
| 2.2.13 (LP Hallenberg) | Traubeneiche                                    | in der „Fritzenhude“ nördlich von Liesen                                      |             |      |
| 2.2.14 (LP Hallenberg) | Traubeneiche                                    | Nordhang des Galgenberges                                                     |             |      |
| 2.2.15 (LP Hallenberg) | Kirsche                                         | Nordhang des Galgenberges                                                     |             |      |
| 2.2.16 (LP Hallenberg) | Traubeneiche                                    | Bereich „Steinacker“ westlich von Liesen                                      |             |      |
| ND 106 (VO)            | Eiche, Grünanlage „Auf der Burg“                | zwischen Burgstraße und Auf der Burg, Hallenberg 51° 6′ 37,8″ N, 8° 37′ 12″ O |             |      |

### Marsberg
| Kennung                   | Bezeichnung                                       | Lage                                                                                             | Erläuterung | Bild |
| ------------------------- | ------------------------------------------------- | ------------------------------------------------------------------------------------------------ | --- | ---- |
| 2.2.1.04 (LP Hoppecketal) | Rotbuche                                          | ostsüdöstlich Fettküche                                                                          | |      |
| 2.2.1.01 (LP Marsberg)    | 3 Linden                                          | an L 817 nordwestlich von Meerhof                                                                | An der L 817 südlich der Verknüpfung mit der BAB 44 stehen 3 Linden mit einem Brusthöhendurchmesser (BHD) von 1 bis 1,5 m, die optisch eine Einheit bilden und eine erhebliche Raumwirkung in der offenen Feldflur nordwestlich Meerhof entfalten. Sie stehen auf einem durch eine Hecke begrenzten Grundstück und damit ungefährdet durch angrenzende Intensivnutzungen. Sie waren vor dieser Landschaftsplan-Aufstellung durch ordnungsbehördliche Verordnung geschützt und sind dadurch auch bereits in der Vergangenheit mit öffentlichen Mitteln gepflegt worden. |      |
| 2.2.1.02 (LP Marsberg)    | Rotbuche                                          | östlich von Meerhof                                                                              | |      |
| 2.2.1.03 (LP Marsberg)    | Rosskastanie                                      | westnordwestlich von Meerhof                                                                     | |      |
| 2.2.1.04 (LP Marsberg)    | mehrstämmige Linde                                | nordwestlich von Meerhof an der L 817 51° 31′ 9,91″ N, 8° 51′ 22,82″ O                           | Diese Winterlinde ist etwa 300 Jahre alt. Mit einem im Jahr 2015 gemessenen Stamm-Umfang von 6,34 m und einer Höhe von 23 m ist die allein stehende Linde weithin sichtbar. |      |
| 2.2.1.05 (LP Marsberg)    | Stieleiche                                        | westlicher Ortsrand von Meerhof                                                                  | |      |
| 2.2.1.06 (LP Marsberg)    | Bergahorn                                         | westlich von Meerhof                                                                             | |      |
| 2.2.1.07 (LP Marsberg)    | Linde                                             | nördlich von Oesdorf                                                                             | |      |
| 2.2.1.08 (LP Marsberg)    | Linde                                             | südlich von Meerhof                                                                              | |      |
| 2.2.1.09 (LP Marsberg)    | 2 Bergahorn                                       | östlich von Meerhof                                                                              | |      |
| 2.2.1.10 (LP Marsberg)    | Sommerlindengruppe (Gruppe aus 3 Sommerlinden)    | nördlich von Westheim                                                                            | |      |
| 2.2.1.11 (LP Marsberg)    | 3 Linden                                          | „Klokenkreuz“ nördlich von Erlinghausen                                                          | |      |
| 2.2.1.12 (LP Marsberg)    | 2 Linden                                          | südöstlich von Oesdorf                                                                           | |      |
| 2.2.1.13 (LP Marsberg)    | 3 Linden                                          | südlich von Oesdorf                                                                              | |      |
| 2.2.1.14 (LP Marsberg)    | Gruppe aus 2 Linden und 1 Trauerweide             | südlich von Oesdorf                                                                              | |      |
| 2.2.1.15 (LP Marsberg)    | Gruppe aus 3 Linden und 1 Bergahorn               | südlich von Schloss Canstein                                                                     | |      |
| 2.2.1.16 (LP Marsberg)    | 2 Linden                                          | nordöstlich von Westheim                                                                         | |      |
| 2.2.1.17 (LP Marsberg)    | Linde                                             | östlich von Niedermarsberg                                                                       | |      |
| 2.2.1.18 (LP Marsberg)    | Bergahorn                                         | nördlich von Canstein                                                                            | |      |
| 2.2.1.19 (LP Marsberg)    | Gruppe aus 4 Eschen                               | südöstlicher Ortsrand von Obermarsberg                                                           | |      |
| 2.2.1.20 (LP Marsberg)    | 3 Linden                                          | nördlich von Heddinghausen                                                                       | |      |
| 2.2.1.21 (LP Marsberg)    | 2 Linden                                          | südöstlich von Heddinghausen                                                                     | |      |
| 2.2.2.01 (LP Marsberg)    | Bachschwinde bei Gut Forst                        | südlich von Heddinghausen                                                                        | |      |
| 2.2.2.02 (LP Marsberg)    | Schwalgloch „Platte“                              | südlich von Erlinghausen                                                                         | |      |
| 2.2.2.03 (LP Marsberg)    | Kochs Kuhle                                       | östlich Margarethenhof                                                                           | |      |
| 2.2.2.04 (LP Marsberg)    | Schwalgloch „Bohlen Kämpchen“                     | östlich Margarethenhof                                                                           | |      |
| 2.2.2.05 (LP Marsberg)    | Nonnenkuhle                                       | nördlich von Heddinghausen                                                                       | |      |
| 2.2.2.06 (LP Marsberg)    | Hageborn                                          | nördlich von Leitmar                                                                             | |      |
| 2.2.2.07 (LP Marsberg)    | Geologischer Aufschluss an der Via Regia          | südlich von Essentho                                                                             | |      |
| 2.2.2.08 (LP Marsberg)    | Geologischer Aufschluss „Im Grunde“               | südöstlich von Erlinghausen                                                                      | |      |
| 2.2.2.09 (LP Marsberg)    | Geologischer Aufschluss an der Giershagener Mühle | nördlich von Giershagen                                                                          | |      |
| 2.2.2.10 (LP Marsberg)    | Bachschwinde am Warthügel                         | nördlich von Heddinghausen                                                                       | |      |
| ND 109 (VO)               | Baumgruppe: 3 Linden                              | Am Alten Schulhaus 9, Borntosten 51° 23′ 29,4″ N, 8° 50′ 48,6″ O                                 | |      |
| ND 113 (VO)               | Baumgruppe: 1 Linde, 1 Eiche                      | Marsberger Straße 26/Zum Bauernscheid, Erlinghausen 51° 26′ 31,1″ N, 8° 53′ 45″ O                | |      |
| ND 114 (VO)               | Baumgruppe: 3 Linden                              | Kohlgrunder Straße beim Wasserhochbehälter, Erlinghausen 51° 26′ 25,7″ N, 8° 54′ 14,2″ O         | |      |
| ND 115 (VO)               | Eiche                                             | südlich von Im Graben 9, Essentho 51° 28′ 47,7″ N, 8° 50′ 2,7″ O                                 | |      |
| ND 117 (VO)               | Eiche                                             | zwischen Esbiker Straße 17 und Papenstraße 25, Giershagen 51° 24′ 25,9″ N, 8° 49′ 42,7″ O        | |      |
| ND 118 (VO)               | Baumreihe: 8 Kastanien                            | nördlich Papenstraße 44a, Giershagen 51° 24′ 21,5″ N, 8° 49′ 31,7″ O                             | |      |
| ND 119 (VO)               | Baumgruppe: 1 Linde, 1 Eiche, 1 Buche             | westlich und östlich vom Haus Padberger Straße 10, Helminghausen 51° 22′ 57,6″ N, 8° 43′ 52,3″ O | |      |
| ND 126 (VO)               | Linde („Annecken-Linde“)                          | westlich Am Dreswinkel 29, Meerhof 51° 31′ 3,5″ N, 8° 52′ 6,9″ O                                 | |      |
| ND 127 (VO)               | Eiche („Kriegereiche“)                            | zwischen Laurentiusstraße 13 und 18, Meerhof 51° 30′ 55″ N, 8° 51′ 53,1″ O                       | |      |
| ND 128 (VO)               | Linde („Tuckenlinde“)                             | nordöstlich von Laurentiusstraße 20, Meerhof 51° 30′ 57,2″ N, 8° 51′ 52,7″ O                     | |      |
| ND 131 (VO)               | Linde („Stelter Linde“)                           | östlich Zur Egge 31, Meerhof 51° 30′ 40″ N, 8° 52′ 13,7″ O                                       | |      |
| ND 132 (VO)               | Linde                                             | zwischen Zur Egge 21 und 23, Meerhof 51° 30′ 43,2″ N, 8° 52′ 5,5″ O                              | |      |
| ND 135 (VO)               | Linde                                             | südlich Paulinenstraße 9, Niedermarsberg 51° 27′ 40,2″ N, 8° 51′ 24,3″ O                         | |      |
| ND 138 (VO)               | Buche an der Diemel                               | westlich Schildstraße 4, Niedermarsberg 51° 27′ 40,9″ N, 8° 51′ 7,1″ O                           | |      |
| ND 141 (VO)               | Linde                                             | Ecke Hauptstraße 8/Mönchstraße, Niedermarsberg 51° 27′ 42,4″ N, 8° 51′ 10,4″ O                   | |      |
| ND 142 (VO)               | Buche                                             | zwischen Bülberg 1 und 2, Niedermarsberg 51° 27′ 34,1″ N, 8° 51′ 13″ O                           | |      |
| ND 144 (VO)               | Esche                                             | An der Ziegelei, nordöstlich Haus Nr. 45, Niedermarsberg 51° 27′ 10,4″ N, 8° 50′ 9,3″ O          | |      |
| ND 148 (VO)               | Linde                                             | Bahnstraße, nordöstlich Nr. 6, Niedermarsberg 51° 27′ 46,3″ N, 8° 51′ 19,6″ O                    | |      |
| ND 149 (VO)               | Buche am Rathaus                                  | Lillers Straße 8, Niedermarsberg 51° 27′ 43,7″ N, 8° 51′ 0,7″ O                                  | |      |
| ND 151 (VO)               | Baumgruppe: 5 Kastanien                           | Am Stift nördlich Haus Nr. 11, Obermarsberg 51° 27′ 8,9″ N, 8° 51′ 6,7″ O                        | |      |
| ND 153 (VO)               | Linde mit Wegekreuz                               | am Wegekreuz zwischen Eresburgstraße 1 und 3, Obermarsberg 51° 26′ 49,5″ N, 8° 51′ 12,1″ O       | |      |
| ND 159 (VO)               | Linde                                             | nördlich Im Dahl 63 und 65, Westheim 51° 29′ 47,3″ N, 8° 54′ 44,6″ O                             | |      |

### Medebach
| Kennung              | Bezeichnung             | Lage                                                              | Erläuterung | Bild               |
| -------------------- | ----------------------- | ----------------------------------------------------------------- | ----------- | ------------------ |
| 2.2.01 (LP Medebach) | Alt-Eiche               | nördlich von Deifeld                                              |             |                    |
| 2.2.02 (LP Medebach) | Alt-Linde               | nördlich der Kleinsiedlung „Am Krämerhagen“                       |             |                    |
| 2.2.03 (LP Medebach) | Zwillingsbuche          | südlich Wissinghausen                                             |             |                    |
| 2.2.04 (LP Medebach) | Freistand-Eiche         | südlich von Medebach                                              |             |                    |
| 2.2.05 (LP Medebach) | Hudebuchen              | südlich von Deifeld                                               |             |                    |
| 2.2.06 (LP Medebach) | Freistand-Eiche         | südlich von Oberschledorn                                         |             | ND Freistand-Eiche |
| 2.2.07 (LP Medebach) | Hudebuchen              | südlich von Oberschledorn                                         |             | weitere Bilder     |
| 2.2.08 (LP Medebach) | Freistand-Buche         | nordöstlich von Medebach                                          |             |                    |
| 2.2.09 (LP Medebach) | Freistand-Eiche         | nördlich von Medebach                                             |             |                    |
| 2.2.10 (LP Medebach) | Busch-Eiche             | nördlich von Medebach                                             |             |                    |
| 2.2.11 (LP Medebach) | Freistand-Ahorn         | nordöstlich von Medebach                                          |             |                    |
| 2.2.12 (LP Medebach) | Traubeneiche            | südlich von Medelon                                               |             |                    |
| 2.2.13 (LP Medebach) | Freistand-Eiche         | südöstlich von Dreislar                                           |             |                    |
| 2.2.14 (LP Medebach) | Freistand-Eiche         | nordwestlich von Dreislar                                         |             |                    |
| 2.2.15 (LP Medebach) | Alt-Eiche               | nordwestlich von Dreislar                                         |             |                    |
| 2.2.16 (LP Medebach) | Alt-Esche               | parkartige Grünanlage von Glindfeld                               |             |                    |
| 2.2.17 (LP Medebach) | Freistand-Eiche         | östlich von Medebach                                              |             |                    |
| 2.2.18 (LP Medebach) | Alt-Eiche               | Friedhof von Deifeld                                              |             |                    |
| 2.2.19 (LP Medebach) | Zwillings-Eiche         | östlich von Medebach                                              |             |                    |
| 2.2.20 (LP Medebach) | Eichen-Zwillinge        | östlich von Medebach                                              |             |                    |
| 2.2.21 (LP Medebach) | Alt-Eiche               | südlich von Dreislar                                              |             | ND Alt-Eiche       |
| 2.2.22 (LP Medebach) | Freistand-Buche         | südlich von Dreislar                                              |             |                    |
| 2.2.23 (LP Medebach) | Freistand-Eiche         | südlich von Dreislar                                              |             |                    |
| 2.2.24 (LP Medebach) | Freistand-Eiche         | südöstlich von Dreislar                                           |             |                    |
| 2.2.25 (LP Medebach) | Freistand-Eichen        | ostsüdöstlich von Dreislar                                        |             |                    |
| 2.2.26 (LP Medebach) | Freistand-Eiche         | nordöstlich von Dreislar                                          |             |                    |
| 2.2.27 (LP Medebach) | Freistand-Eiche         | nordöstlich von Medebach-Poltermühle                              |             |                    |
| 2.2.28 (LP Medebach) | Alteiche                | östlich von Berge                                                 |             |                    |
| 2.2.29 (LP Medebach) | Freistand-Eiche         | bei Ronninghausen südöstlich von Berge                            |             |                    |
| 2.2.30 (LP Medebach) | Wildbirne               | nordöstlich von Dreislar                                          |             | ND Wildbirne       |
| 2.2.31 (LP Medebach) | Alt-Eiche               | östlich von Berge                                                 |             |                    |
| 2.2.32 (LP Medebach) | Freistand-Eiche         | nördlich von Medelon                                              |             |                    |
| 2.2.33 (LP Medebach) | Freistand-Eiche         | nördlich von Medelon                                              |             |                    |
| ND 160 (VO)          | Eiche                   | St.-Johannes-Straße 16, Berge 51° 10′ 2,2″ N, 8° 42′ 38,9″ O      |             |                    |
| ND 166 (VO)          | Baumgruppe: 2 Kastanien | Winterberger Straße 2, Küstelberg 51° 13′ 20,8″ N, 8° 36′ 10,4″ O |             |                    |

### Meschede
| Kennung              | Bezeichnung                                     | Lage                                                                                         | Erläuterung                                               | Bild                                      |
| -------------------- | ----------------------------------------------- | -------------------------------------------------------------------------------------------- | --------------------------------------------------------- | ----------------------------------------- |
| 2.2.1 (LP Meschede)  | Esche                                           | nordwestlich von Gut Bockum                                                                  |                                                           | ND Esche                                  |
| 2.2.2 (LP Meschede)  | Bergulme                                        | südwestlich von Enste                                                                        |                                                           |                                           |
| 2.2.3 (LP Meschede)  | Eiche                                           | südlich von Enste                                                                            |                                                           |                                           |
| 2.2.4 (LP Meschede)  | Winterlinde                                     | Ortseingang von Enste                                                                        |                                                           |                                           |
| 2.2.6 (LP Meschede)  | 2 Linden                                        | westlich von Eversberg                                                                       |                                                           |                                           |
| 2.2.7 (LP Meschede)  | Esche                                           | östlich von Eversberg                                                                        |                                                           |                                           |
| 2.2.8 (LP Meschede)  | Eiche                                           | östlich von Eversberg in einer hofnahen Grünlandfläche                                       |                                                           |                                           |
| 2.2.9 (LP Meschede)  | Eiche                                           | östlich von Eversberg an der Zufahrt zu einer Hofanlage                                      |                                                           |                                           |
| 2.2.10 (LP Meschede) | Eiche                                           | südlich von Olpe                                                                             |                                                           |                                           |
| 2.2.11 (LP Meschede) | Linde                                           | südwestlich von Olpe                                                                         |                                                           |                                           |
| 2.2.12 (LP Meschede) | Eiche                                           | südlich von Stockhausen                                                                      |                                                           |                                           |
| 2.2.13 (LP Meschede) | Eiche                                           | südöstlich von Wennemen                                                                      |                                                           |                                           |
| 2.2.14 (LP Meschede) | Eiche                                           | westlich von Meschede an der L 840 bei der Hofanlage Laer                                    |                                                           |                                           |
| 2.2.15 (LP Meschede) | Eiche                                           | westlich von Meschede an der Zufahrt zum Gutstischlerhaus Laer                               |                                                           |                                           |
| 2.2.16 (LP Meschede) | 2 Linden                                        | westlich von Meschede                                                                        |                                                           |                                           |
| 2.2.17 (LP Meschede) | Eiche                                           | westlich von Visbeck                                                                         |                                                           |                                           |
| 2.2.18 (LP Meschede) | Eiche                                           | südlich von Visbeck                                                                          |                                                           |                                           |
| 2.2.19 (LP Meschede) | Eiche                                           | nördlich von Visbeck                                                                         |                                                           |                                           |
| 2.2.20 (LP Meschede) | Eiche                                           | nördlich von Berge an der L 541 im Bereich der Außenmauer des Gutsparkes                     |                                                           |                                           |
| 2.2.21 (LP Meschede) | Eiche                                           | nördlich von Berge an der L 541 im Bereich einer Hofeinfahrt                                 |                                                           |                                           |
| 2.2.22 (LP Meschede) | Eiche                                           | östlich von Berge                                                                            |                                                           |                                           |
| 2.2.23 (LP Meschede) | Linde                                           | nördlich von Wallen an der Ostseite der Halloh-Kapelle                                       |                                                           | weitere Bilder                            |
| 2.2.24 (LP Meschede) | Linde                                           | nördlich von Wallen an einem Wirtschaftsweg                                                  |                                                           |                                           |
| 2.2.25 (LP Meschede) | Eiche                                           | Ortsrand von Wallen                                                                          |                                                           | Eiche nordwestlich vom Wallen             |
| 2.2.26 (LP Meschede) | Linde                                           | westlich von Wallen                                                                          |                                                           |                                           |
| 2.2.27 (LP Meschede) | Eiche                                           | Hofanlage Ensthof                                                                            |                                                           |                                           |
| 2.2.28 (LP Meschede) | Linde                                           | südlicher Ortseingang von Mülsborn                                                           |                                                           |                                           |
| 2.2.29 (LP Meschede) | Linde                                           | nördlich der Hennetalsperre am Berghauser Weg                                                |                                                           |                                           |
| 2.2.30 (LP Meschede) | Linde                                           | nördlich der Hennetalsperre an der Kapelle in Berghausen                                     |                                                           | Naturdenkmal Linde in Meschede Berghausen |
| 2.2.31 (LP Meschede) | Eiche                                           | Schederberge                                                                                 |                                                           | ND Eiche                                  |
| 2.2.32 (LP Meschede) | Linde                                           | östlich von Vellinghausen                                                                    |                                                           |                                           |
| 2.2.33 (LP Meschede) | Eiche                                           | östlich von Vellinghausen                                                                    |                                                           |                                           |
| 2.2.34 (LP Meschede) | Linde                                           | Löllinghausen                                                                                |                                                           |                                           |
| 2.2.35 (LP Meschede) | Eiche                                           | Löllinghausen                                                                                |                                                           |                                           |
| 2.2.36 (LP Meschede) | Eine Mann Eiche                                 | gegenüber der Kapelle in Blüggelscheidt                                                      |                                                           |                                           |
| 2.2.37 (LP Meschede) | Eiche                                           | nördlich von Mosebolle                                                                       |                                                           |                                           |
| 2.2.38 (LP Meschede) | Linde                                           | Mielinghausen                                                                                |                                                           |                                           |
| 2.2.39 (LP Meschede) | Eine Mann Eiche                                 | westlich von Horbach an K41                                                                  |                                                           |                                           |
| 2.2.40 (LP Meschede) | Linde                                           | südlich von Remblinghausen                                                                   |                                                           |                                           |
| 2.2.41 (LP Meschede) | Eiche                                           | südwestlich von Remblinghausen                                                               |                                                           |                                           |
| 2.2.42 (LP Meschede) | Eiche                                           | östlich von Wulstern                                                                         |                                                           |                                           |
| 2.2.43 (LP Meschede) | Eiche                                           | Drasenbeck                                                                                   |                                                           |                                           |
| 2.2.44 (LP Meschede) | Linde                                           | östlich von Remblinghausen                                                                   |                                                           |                                           |
| 2.2.45 (LP Meschede) | Eiche                                           | nördlich von Drasenbeck                                                                      |                                                           |                                           |
| 2.2.46 (LP Meschede) | Eiche                                           | Hofanlage Drasenbeck                                                                         |                                                           |                                           |
| 2.2.47 (LP Meschede) | Eiche                                           | auf einer Hofanlage in Mosebolle                                                             |                                                           |                                           |
| 2.2.48 (LP Meschede) | Eiche                                           | südlich von Meschede                                                                         |                                                           |                                           |
| 2.2.49 (LP Meschede) | Eiche                                           | südlich von Wennemen an der Zufahrt zur Deponie.                                             |                                                           |                                           |
| 2.2.50 (LP Meschede) | Eiche                                           | südlich von Wennemen im Grünland                                                             |                                                           |                                           |
| ND 178 (VO)          | Baumgruppe: 5 Eichen am ehemaligen Mühlengraben | nördlich Heinrichsthaler Straße 60, 70 und 74, Heinrichsthal 51° 20′ 57,9″ N, 8° 18′ 39,5″ O | 2 Bäume wegen schlechten Zustands aus ND-Schutz entlassen |                                           |
| ND 181 (VO)          | Buche                                           | vor Wehrstapeler Straße 16, Wehrstapel 51° 21′ 6″ N, 8° 20′ 15,4″ O                          |                                                           |                                           |
| ND 182 (VO)          | Buche                                           | vor Heinrichsthaler Straße 13, Heinrichsthal 51° 20′ 59,4″ N, 8° 19′ 8,3″ O                  |                                                           |                                           |
| ND 183 (VO)          | Eiche                                           | Am Schützenplatz 1b (Garten), Heinrichstahl 51° 21′ 14,7″ N, 8° 19′ 43,1″ O                  |                                                           |                                           |
| ND 195 (VO)          | Eiche                                           | kleine Parkanlage an der Vellinghauer Straße, Remblinghausen 51° 18′ 19,4″ N, 8° 18′ 8,1″ O  |                                                           |                                           |
| ND 196 (VO)          | Eiche                                           | Einmündung Hinterm Saal/Wulsterner Straße, Remblinghausen 51° 18′ 2,9″ N, 8° 17′ 59,1″ O     |                                                           |                                           |
| ND 198 (VO)          | Eiche                                           | Am Kamphof, Remblinghausen 51° 18′ 18,9″ N, 8° 18′ 5″ O                                      |                                                           |                                           |

### Olsberg
| Kennung               | Bezeichnung                                                         | Lage | Erläuterung                                                                                 | Bild                               |
| --------------------- | ------------------------------------------------------------------- | --- | ------------------------------------------------------------------------------------------- | ---------------------------------- |
| 2.2.1.1 (LP Olsberg)  | Alt-Eiche                                                           | nordwestlich von Schloss Antfeld                                                                                      |                                                                                             |                                    |
| 2.2.1.2 (LP Olsberg)  | Zwei Solitär-Buchen                                                 | an „Alter Heeresstraße“ nordöstlich von Antfeld                                                                       |                                                                                             |                                    |
| 2.2.1.3 (LP Olsberg)  | Freistand-Traubeneiche                                              | nördlich von Antfeld                                                                                                  |                                                                                             |                                    |
| 2.2.1.4 (LP Olsberg)  | Hudeeichen                                                          | nördlich von Antfeld                                                                                                  |                                                                                             |                                    |
| 2.2.1.5 (LP Olsberg)  | Solitäreiche                                                        | südlich von Schloss Gevelinghausen                                                                                    |                                                                                             |                                    |
| 2.2.1.6 (LP Olsberg)  | Freistand-Linde                                                     | zwischen Brunskappel und Elpe                                                                                         |                                                                                             | ND Freistand-Linde                 |
| 2.2.1.7 (LP Olsberg)  | Büschel-Eichen                                                      | westlich von Bigge |                                                                                             |                                    |
| 2.2.1.8 (LP Olsberg)  | Bergahorn                                                           | südsüdöstlich von Brunskappel                                                                                         |                                                                                             |                                    |
| 2.2.1.9 (LP Olsberg)  | Kreuz-Linden                                                        | südöstlich von Wulmeringhausen                                                                                        |                                                                                             |                                    |
| 2.2.1.10 (LP Olsberg) | Freistand-Eiche                                                     | südlich von Bruchhausen                                                                                               |                                                                                             |                                    |
| 2.2.1.11 (LP Olsberg) | Alt-Esche                                                           | bei Wiggeringhausen                                                                                                   |                                                                                             |                                    |
| 2.2.1.12 (LP Olsberg) | Rotbuche                                                            | südöstlich von Gevelinghausen                                                                                         |                                                                                             | ND Rotbuche                        |
| 2.2.1.13 (LP Olsberg) | Alt-Eichen (3)                                                      | südwestlich von Gevelinghausen                                                                                        |                                                                                             |                                    |
| 2.2.1.14 (LP Olsberg) | Solitäreiche                                                        | südlicher Ortsrand von Helmeringhausen                                                                                |                                                                                             |                                    |
| 2.2.1.15 (LP Olsberg) | Solitäreiche                                                        | südlich von Assinghausen                                                                                              |                                                                                             |                                    |
| 2.2.1.16 (LP Olsberg) | Solitäreiche                                                        | südwestlich von Bruchhausen                                                                                           |                                                                                             |                                    |
| 2.2.1.17 (LP Olsberg) | Kreuz-Linde                                                         | südwestlich von Bruchhausen                                                                                           |                                                                                             |                                    |
| 2.2.1.18 (LP Olsberg) | Eichengruppe                                                        | südlich von Bruchhausen                                                                                               |                                                                                             |                                    |
| 2.2.1.19 (LP Olsberg) | Alteiche                                                            | südöstlich von Brunskappel                                                                                            |                                                                                             |                                    |
| 2.2.1.20 (LP Olsberg) | Alteiche                                                            | westlich von Schloss Gevelinghausen                                                                                   |                                                                                             |                                    |
| 2.2.2.1 (LP Olsberg)  | Sickerquelle mit Feuchtwald                                         | nordwestlich des Gewerbegebietes von Bruchhausen                                                                      |                                                                                             |                                    |
| 2.2.2.2 (LP Olsberg)  | Felsenband Heidkopf 1 (2 Teilflächen)                               | nordwestlich von Bruchhausen                                                                                          |                                                                                             |                                    |
| 2.2.2.3 (LP Olsberg)  | Quelle und Quellbachrinne                                           | nördlich von Elpe |                                                                                             |                                    |
| 2.2.2.4 (LP Olsberg)  | Felsband auf Bergsporn von Bremecke- und Elpetal                    | nördlich von Elpe |                                                                                             |                                    |
| 2.2.2.5 (LP Olsberg)  | Felsenband                                                          | nördlich von Elpe |                                                                                             |                                    |
| 2.2.2.6 (LP Olsberg)  | Öhrenstein                                                          | nördlich von Niedersfeld                                                                                              |                                                                                             |                                    |
| 2.2.2.7 (LP Olsberg)  | Felsenband Heidkopf 2                                               | nordwestlich des Gewerbegebietes von Bruchhausen                                                                      |                                                                                             |                                    |
| 2.2.2.8 (LP Olsberg)  | Felsband Assinghausen                                               | nördlich von Assinghausen                                                                                             |                                                                                             |                                    |
| 2.2.2.9 (LP Olsberg)  | Mannstein                                                           | südwestlich von Wulmeringhausen                                                                                       |                                                                                             | weitere Bilder                     |
| 2.2.2.10 (LP Olsberg) | Felsgruppen Overlackersberg                                         | westlich von Wulmeringhausen                                                                                          |                                                                                             | weitere Bilder                     |
| 2.2.2.11 (LP Olsberg) | Felsenband                                                          | nordöstlich von Wasserfall (bzw. westlich von Wulmeringhausen)                                                        |                                                                                             |                                    |
| 2.2.2.12 (LP Olsberg) | Hülsberg-Felsaufragungen                                            | östlich von Andreasberg                                                                                               |                                                                                             |                                    |
| 2.2.2.13 (LP Olsberg) | Felsrippen und Felsband mit Abbruchkante an der Marienkapelle       | südlich von Gevelinghausen                                                                                            |                                                                                             |                                    |
| 2.2.2.14 (LP Olsberg) | Felsstapel                                                          | südlich von Gevelinghausen                                                                                            |                                                                                             |                                    |
| 2.2.2.15 (LP Olsberg) | Felsrippen im oberen Vossbachtal                                    | südwestlich von Helmeringhausen                                                                                       |                                                                                             |                                    |
| 2.2.2.16 (LP Olsberg) | Felsklippen am Schmalenberg                                         | südlich von Helmeringhausen                                                                                           |                                                                                             |                                    |
| 2.2.2.17 (LP Olsberg) | Felsaufragungen                                                     | südlich von Helmeringhausen                                                                                           |                                                                                             |                                    |
| 2.2.2.18 (LP Olsberg) | Felsband Auf-dem-Heidfe                                             | südlich von Helmeringhausen                                                                                           |                                                                                             |                                    |
| 2.2.2.19 (LP Olsberg) | Felsengruppe Drostenberg                                            | südöstlich Wiggeringhausen                                                                                            |                                                                                             |                                    |
| 2.2.2.20 (LP Olsberg) | Ohrenstein                                                          | südwestlich von Gevelinghausen                                                                                        |                                                                                             |                                    |
| 2.2.2.21 (LP Olsberg) | Knochenfelsen                                                       | nordwestlich von Wulmeringhausen                                                                                      |                                                                                             |                                    |
| 2.2.2.22 (LP Olsberg) | Felsblöcke Ruthenberg                                               | nordwestlich von Elleringhausen                                                                                       |                                                                                             |                                    |
| 2.2.2.23 (LP Olsberg) | Felsblöcke, Felsband und Fels-Aufragungen Im-Hagen                  | südlich von Antfeld                                                                                                   |                                                                                             |                                    |
| 2.2.2.24 (LP Olsberg) | Felsband                                                            | nördlich von Brunskappel                                                                                              |                                                                                             |                                    |
| 2.2.2.25 (LP Olsberg) | Olsberg                                                             | auf dem Olsberg nördlich unterhalb Gipfelfelsen                                                                       |                                                                                             |                                    |
| 2.2.2.26 (LP Olsberg) | Felsbank                                                            | auf dem Olsberg südlich des Gipfels                                                                                   |                                                                                             |                                    |
| 2.2.2.27 (LP Olsberg) | Felsblöcke und Felsbänder                                           | zwischen dem Olsberg und dem Heidkopf                                                                                 |                                                                                             |                                    |
| 2.2.2.28 (LP Olsberg) | Felsgruppe Heidkopf 3                                               | südsüdwestlich des Heidkopfes                                                                                         |                                                                                             |                                    |
| 2.2.2.29 (LP Olsberg) | Iberg-Felsen und Strücker Stein (2 Teilflächen)                     | östlich von Assinghausen                                                                                              |                                                                                             | ND Iberg-Felsen und Strücker Stein |
| 2.2.2.30 (LP Olsberg) | Quellen am Ginsterkopf (3 Teilflächen)                              | östlich von Elleringhausen                                                                                            |                                                                                             |                                    |
| 2.2.2.31 (LP Olsberg) | Hillerk-Felsen (4 Teilflächen)                                      | im Einmündungsbereich der Neger in die Ruhr, südlich Carlsaue                                                         |                                                                                             |                                    |
| 2.2.2.32 (LP Olsberg) | Waldquellen am Langenberg (3 Teilflächen)                           | westlich des Langenberges                                                                                             |                                                                                             |                                    |
| 2.2.2.33 (LP Olsberg) | Felsbänder, Felsbastionen und Felsblöcke Steinhelle (3 Teilflächen) | Olsberg-Westhang östlich Carlsaue                                                                                     |                                                                                             |                                    |
| 2.2.2.34 (LP Olsberg) | Waldquelle im Bremecketal                                           | nordöstlich von Elpe                                                                                                  |                                                                                             |                                    |
| ND 201 (VO)           | Linde                                                               | Hauptstraße 26, Bigge 51° 21′ 27,3″ N, 8° 28′ 1,7″ O                                                                  |                                                                                             |                                    |
| ND 202 (VO)           | Eiche „Auf der Emed“                                                | Zur Schanze 3, Bruchhausen 51° 18′ 46,7″ N, 8° 32′ 21,5″ O                                                            |                                                                                             |                                    |
| ND 203 (VO)           | Linde („Wälterlinde“)                                               | zwischen Brückenstraße 1 und 3, Bruchhausen 51° 19′ 7,1″ N, 8° 31′ 47,4″ O                                            |                                                                                             |                                    |
| ND 204 (VO)           | Eiche                                                               | Negertalstraße 17, Brunskappel 51° 16′ 42,2″ N, 8° 28′ 45″ O                                                          | Stamm 2014 auf ca. 7 m Höhe gekappt, 2016 weiterhin als ND vorgesehen                       | ND Eiche                           |
| ND 205 (VO)           | Baumgruppe: 2 Linden                                                | Seibertsstraße 20, westlicher Kirchplatz, Brunskappel 51° 16′ 41,4″ N, 8° 28′ 36,3″ O                                 |                                                                                             |                                    |
| ND 207 (VO)           | Eiche                                                               | Einmündung Hartmeckestraße in Elper Straße, südwestlich Seibertzstraße 9, Brunskappel 51° 16′ 38,1″ N, 8° 28′ 34,8″ O |                                                                                             |                                    |
| ND 209 (VO)           | Kastanie                                                            | zwischen Elleringhauser Straße 37 und 39, Elleringhausen 51° 20′ 23,1″ N, 8° 32′ 43,7″ O                              |                                                                                             |                                    |
| ND 210 (VO)           | Eiche an der Schlosskapelle                                         | Schlosspark, Kreisstraße 1, Gevelinghausen 51° 20′ 57,9″ N, 8° 26′ 10,8″ O                                            |                                                                                             | weitere Bilder                     |
| ND 214 (VO)           | Baumgruppe: 3 Kastanien                                             | westlich Ruhrstraße 7, Olsberg 51° 21′ 11,4″ N, 8° 29′ 17,8″ O                                                        |                                                                                             |                                    |
| ND 216 (VO)           | Linde                                                               | Zur Lieth 4, Wiemeringhausen 51° 17′ 28,4″ N, 8° 30′ 13,8″ O                                                          | Baum wurde vergiftet, 2016 soll Überleben abgewartet werden (ND-Schutz vorerst beibehalten) |                                    |
| ND 217 (VO)           | Eiche („Friedenseiche“)                                             | Ibergstraße 10 vor der Kirche, Wiemeringhausen 51° 17′ 25,7″ N, 8° 30′ 12,6″ O                                        |                                                                                             |                                    |
| ND 218 (VO)           | Ahorn (sog. „Dechten Linde“)                                        | Zur Horst 2, Wiemeringhausen 51° 17′ 33,9″ N, 8° 30′ 14,9″ O                                                          |                                                                                             |                                    |

### Schmallenberg
siehe Liste der Naturdenkmäler in Schmallenberg

### Sundern (Sauerland)
| Kennung               | Bezeichnung                                      | Lage                                                                               | Erläuterung | Bild                                |
| --------------------- | ------------------------------------------------ | ---------------------------------------------------------------------------------- | --- | ----------------------------------- |
| 2.2.2.1 (LP Sundern)  | Felsklippen Dasberg                              | ca. 900 m westlich von Hövel                                                       | 0,63 ha |                                     |
| 2.2.2.2 (LP Sundern)  | Felsklippen am Mittelberg                        | ca. 800 m nördlich von Enkhausen                                                   | 2,93 ha |                                     |
| 2.2.2.3 (LP Sundern)  | Grasbergklippen                                  | ca. 600 m nordwestlich von Hachen                                                  | 1,21 ha |                                     |
| 2.2.2.4 (LP Sundern)  | Felsklippen westlich der Sauerlandklinik Hachen  | nördlich von Hachen                                                                | 2,14 ha |                                     |
| 2.2.2.5 (LP Sundern)  | Kalksteinaufschluss                              | nördlicher Ortsrand Seidfeld                                                       | 0,53 ha |                                     |
| 2.2.2.6 (LP Sundern)  | Felsklippen am Kitzhof                           | ca. 400 m nordwestlich Hachen                                                      | 0,19 ha |                                     |
| 2.2.2.7 (LP Sundern)  | Felsen nördlich Endorfer Mühle                   | nördlich Endorfer Mühle                                                            | 0,28 ha |                                     |
| 2.2.2.8 (LP Sundern)  | Felsklippen Weninghausen                         | ca. 650 m südwestlich Weninghausen                                                 | 0,60 ha |                                     |
| 2.2.2.9 (LP Sundern)  | Ossenstein                                       | ca. 1700 m südlich Dörnholthausen                                                  | 0,39 ha | ND Ossenstein                       |
| 2.2.2.10 (LP Sundern) | Kerbtälchen                                      | ca. 250 m östlich Meinkenbracht                                                    | 1,33 ha |                                     |
| 2.2.2.11 (LP Sundern) | Spezialfaltung südwestlich Hövel                 | südwestlicher Ortsrand Hövel                                                       | 0,35 ha | ND Spezialfaltung südwestlich Hövel |
| 2.2.2.12 (LP Sundern) | Höveler Knapp                                    | ca. 180 m südlich Hövel                                                            | 0,40 ha | ND Höveler Knapp                    |
| 2.2.2.13 (LP Sundern) | Korallenkalkaufschluss nördlich Endorfer Mühle   | ca. 320 m nördlich Endorfer Mühle                                                  | 0,33 ha |                                     |
| 2.2.2.14 (LP Sundern) | Kieselschieferspezialfaltung Staukenberg         | ca. 800 m östlich Allendorf                                                        | 1,02 ha |                                     |
| 2.2.2.15 (LP Sundern) | Felsbildungen „Aufm Stein“                       | südöstlich Hagen                                                                   | 0,70 ha |                                     |
| 2.2.2.16 (LP Sundern) | Fels am Hüttenberg                               | östlich Endorf                                                                     | 0,28 ha |                                     |
| 2.2.2.17 (LP Sundern) | Hangquellmoore im oberen Klingeln Siepen         | südlich Bönkhausen                                                                 | 1,84 ha |                                     |
| 2.2.2.18 (LP Sundern) | Felsen „Auf dem Eitmer“                          | östlich Recklinghausen                                                             | 0,17 ha |                                     |
| 2.2.2.19 (LP Sundern) | Felsen am Osthang des Waldbachtales              | zwischen Endorf und Endorfer Hütte                                                 | 0,98 ha |                                     |
| 2.2.2.20 (LP Sundern) | Felswand                                         | südwestlich Hövel                                                                  | 0,04 ha |                                     |
| 2.2.1.1 (LP Sundern)  | Einzelbaum: Stieleiche                           | ca. 400 m südwestlich von Hövel auf einer Wegeböschung                             | auf einer Wegböschung stockt eine ca. 200-jährige Stieleiche mit einem Stammumfang zwischen 2,50 und 3,00 m |                                     |
| 2.2.1.2 (LP Sundern)  | Einzelbaum: Stieleiche                           | ca. 430 m westlich Schloss Melschede                                               | ca. 200-jährige Stieleiche mit einem Stammumfang von ca. 3,50 m als Solitär am Rande einer Wiese |                                     |
| 2.2.1.3 (LP Sundern)  | Baumreihe: 3 Kastanien, 1 Stieleiche             | ca. 180 m nordwestlich Schloss Melschede                                           | ca. 225-jährige Bäume mit Stammumfängen von 3,00 bis 4,00 m in Reihe entlang eines Weges |                                     |
| 2.2.1.4 (LP Sundern)  | Baumgruppe: 1 Roteiche, 1 Stieleiche, 1 Rotbuche | ca. 110 m nördlich Schloss Melschede                                               | Alle ca. 250 Jahre alten Bäume stehen gruppenförmig an der nördlichen Zuwegung zum Schloss Melschede und haben Stammumfänge von 3,00 bis 4,00 m. |                                     |
| 2.2.1.5 (LP Sundern)  | Einzelbaum: Rotbuche                             | ca. 70 m nördlich Schloss Melschede                                                | Die ca. 250-jährige Rotbuche mit einem Stammumfang von 3,50 bis 4,00 m dominiert einen am Schloss liegenden Baumbestand |                                     |
| 2.2.2.6 (LP Sundern)  | Einzelbaum                                       | ca. 380 m nordöstlich Langscheid                                                   | Die ca. 175-jährige Stieleiche mit einem Stammumfang von 2,00 bis 2,50 m stockt an einer kleinen Böschung im Talgrund der Flasmecke westlich der L 687. |                                     |
| 2.2.2.7 (LP Sundern)  | Einzelbaum: Rotbuche                             | ca. 320 m nördlich von Langscheid                                                  | ca. 200-jährige dreistämmige Rotbuche mit einem Gesamt-Stammumfang von 5,00 bis 7,00 m. Bei Bedarf ist das ND zur Sicherung seiner ästhetischen Wirkung freizustellen. |                                     |
| 2.2.2.8 (LP Sundern)  | Einzelbaum: „Krause Eiche“                       | ca. 700 m nördlich Illingheim                                                      | Nahe 400-jährige Stieleiche mit einem Stammumfang von 5,00 bis 6,00 m an der Gabelung eines Wirtschaftsweges | ND Krause Eiche                     |
| 2.2.2.9 (LP Sundern)  | Einzelbaum: Stieleiche                           | nordöstlich von Allendorf                                                          | ca. 250-jährige Stieleiche mit einem Stammumfang von 2,50 bis 3,00 m auf einer Geländekante am Rande von Magergrünland |                                     |
| 2.2.2.10 (LP Sundern) | Baumgruppe: 3 Winterlinden                       | am südlichen Ortsrand von Allendorf an der L 687                                   | drei ca. 275-jährigen Winterlinden mit Stammumfängen von 2,50 bis 3,00 |                                     |
| 2.2.2.11 (LP Sundern) | Einzelbäume: 2 Winterlinden                      | ca. 500 m östlich Hüttebrüchen                                                     | zwei ca. 125-jährige Winterlinden mit Stammumfängen von 1,75 bis 2,00 m stehen landschaftsbildprägend (mit den ND 2.2.1.12 und 2.2.1.42) in der freien Feldflur an einem Wirtschaftsweg |                                     |
| 2.2.2.12 (LP Sundern) | Baumgruppe: 3 Winterlinden                       | ca. 600 m östlich Hüttebrüchen                                                     | drei ca. 200-jährigen Winterlinde mit Stammumfängen von 3,00 bis 3,50 m stehen landschaftsbildprägend (mit den ND 2.2.1.11 und 2.2.1.42) an einer Wegegabelung um einen Bildstock |                                     |
| 2.2.2.13 (LP Sundern) | Einzelbaum: Stieleiche                           | ca. 100 m nordöstlich von Hachen                                                   | ca. 300-jährige Stieleiche mit einem Stammumfang von 3,50 bis 4,00 m in der Röhraue |                                     |
| 2.2.2.14 (LP Sundern) | Einzelbaum: Stieleiche                           | ca. 420 m nördlich von Hachen                                                      | ca. 200-jährige Stieleiche mit einem Stammumfang von 3,00 bis 3,50 m steht an einem Waldrand an einem Wirtschaftsweg |                                     |
| 2.2.2.15 (LP Sundern) | Einzelbaum: Stieleiche                           | ca. 200 m westlich von Settmecke (Sundern)                                         | ca. 250-jährige Stieleiche mit einem Stammumfang von 3,00 bis 3,50 m in der weiten Feldflur an einem Hauptwirtschaftsweg |                                     |
| 2.2.2.16 (LP Sundern) | Einzelbaum: Stieleiche                           | zwischen Seidfeld und Illingheim                                                   | ca. 250-jährige Stieleiche mit einem Stammumfang von 3,00 bis 3,50 m steht mitten in der weiten Feldflur an einem Hauptwirtschaftsweg | ND Stieleiche westlich von Seidfeld |
| 2.2.2.17 (LP Sundern) | Baumartiger Strauch: Stechpalme                  | ca. 260 m nordwestlich des Gewerbegebietes von Stockum                             | ca. 6 m hohe Stechpalme mit ausladendem Wuchs |                                     |
| 2.2.2.18 (LP Sundern) | Einzelbaum: Stieleiche                           | westliche Ortsrandlage Kernstadt Sundern                                           | ca. 150-jährige Stieleiche mit einem Stammumfang von 2,00 bis 2,50 m, prägt in diesem Bereich die Ortsrandlage von Sundern |                                     |
| 2.2.2.19 (LP Sundern) | Einzelbäume                                      | ca. 300 m westlich von Oberröhre                                                   | Die Stieleiche und die Rotbuche, beide ca. 250 Jahre alt, mit Stammumfängen von 2,50 bis 3,50 m prägen hier in exponierter Lage das Landschaftsbild |                                     |
| 2.2.2.21 (LP Sundern) | Einzelbaum                                       | ca. 200 m nördlich Bönkhausen                                                      | ca. 200-jährige Stieleiche mit einem Stammumfang von 2,50 bis 3,00 m auf einer Wegeböschung an einer Teichanlage |                                     |
| 2.2.2.22 (LP Sundern) | Einzelbaum: Stieleiche                           | zwischen Sundern und Gut Schnellenhaus                                             | Die ca. 300-jährige Stieleiche mit einem Stammumfang von 3,50 bis 4,00 m dominiert einen als Weihnachtsbaumkultur genutzten Bereich. Bei Bedarf ist das Naturdenkmal zur Sicherung seiner ästhetischen Wirkung freizustellen.                                                                                |                                     |
| 2.2.2.23 (LP Sundern) | Einzelbäume: 1 Rotbuche, 1 Stieleiche            | östlich Oberröhre                                                                  | Die ca. 250-jährige Rotbuche mit einem Stammumfang von 3,00 bis 4,00 m und die ca. 150-jährige Stieleiche mit einem Stammumfang von ca. 2,00 m prägen in Waldrandlage die südliche Begrenzung des Gewannes „In der Rieke“. Bei Bedarf sind die Bäume zur Sicherung ihrer ästhetischen Wirkung freizustellen. |                                     |
| 2.2.2.24 (LP Sundern) | Einzelbaum: Stieleiche                           | nördliche Ortsrandlage von Recklinghausen                                          | Die ca. 300-jährige Stieleiche mit einem Stammumfang von 3,50 bis 4,00 m dominiert die Freiflächen nördlich der Ortslage |                                     |
| 2.2.2.25 (LP Sundern) | Einzelbaum: Stieleiche                           | ca. 550 m nordwestlich von Weninghausen                                            | Die ca. 150-jährige Stieleiche mit einem Stammumfang von 2,00 bis 2,50 m steht auf einer Freifläche, die inselartig inmitten von Laub- und Nadelholzbeständen liegt |                                     |
| 2.2.2.26 (LP Sundern) | Einzelbäume                                      | westlich des Hofes Broich                                                          | Zwei nahezu 200 Jahre alte Linden mit Stammumfängen von 1,50 bis 3,00 m stehen an der Kapelle der Heiligen Familie. |                                     |
| 2.2.2.27 (LP Sundern) | Einzelbaum: Stieleiche                           | ca. 240 m nördlich von Weninghausen                                                | Die ca. 150-jährige Stieleiche mit einem Stammumfang von 2,00 bis 2,50 m prägt die nördliche Zuwegung zur Ortslage. |                                     |
| 2.2.2.28 (LP Sundern) | Einzelbaum: Esche                                | ca. 180 m westlich von Weninghausen                                                | Die ca. 125-jährige mehrstämmige Esche steht in freier Flur auf einer Geländekante. |                                     |
| 2.2.2.29 (LP Sundern) | Einzelbaum: Stieleiche                           | ca. 350 m westlich von Linnepe                                                     | Ca. 200-jährige Stieleiche mit einem Stammumfang von 2,00 bis 2,50 m im Randbereich eines Magergrünlandkomplexes. |                                     |
| 2.2.2.30 (LP Sundern) | Einzelbaum: Stieleiche                           | nördlicher Ortsrand Hellefeld                                                      | Die wohl weit über 300-jährige Stieleiche mit einem Stammumfang von 3,50 bis 4,00 m steht direkt nördlich der als „Bauernautobahn“ bezeichneten Ortsumgehung Hellefeld. |                                     |
| 2.2.2.31 (LP Sundern) | Einzelbaum: Stieleiche                           | ca. 600 m südlich von Hellefeld                                                    | Die ca. 200-jährige Stieleiche mit einem Stammumfang von 2,50 bis 3,00 m steht auf Grünland in direkter Waldrandlage. |                                     |
| 2.2.2.32 (LP Sundern) | Einzelbaum: Stieleiche                           | ca. 300 m nördlich von Altenhellefeld                                              | Die ca. 250-jährige Stieleiche mit einem Stammumfang von 3,00 bis 3,50 m liegt direkt an der Zuwegung zu einer Hofstelle in Alleinlage. |                                     |
| 2.2.2.33 (LP Sundern) | Einzelbaum: Stieleiche                           | ca. 720 m westlich von Altenhellefeld                                              | Die ca. 250-jährige Stieleiche mit einem Stammumfang von 2,50 bis 3,00 m steht direkt nördlich der K 6. |                                     |
| 2.2.2.34 (LP Sundern) | Einzelbaum: Stieleiche                           | ca. 230 m südlich von Altenhellefeld                                               | Die ca. 250-jährige Stieleiche mit einem Stammumfang von 3,00 bis 3,50 m dominiert in diesem Bereich den sich im Süden anschließenden Waldrand. |                                     |
| 2.2.2.35 (LP Sundern) | Einzelbaum: Stieleiche                           | Dorflage von Linneperhütte                                                         | Die wohl weit über 300-jährige Stieleiche mit einem Stammumfang von 3,00 bis 4,00 m prägt das Ortsbild von Linneperhütte. |                                     |
| 2.2.2.36 (LP Sundern) | Baumbestand                                      | Hofbereich Haus Amecke                                                             | Die in lockerem Verbund mit weiteren Bäumen wachsenden teilweise jahrhundertealten 2 (Blut-)Buchen, 3 Stieleichen und die Winterlinde verleihen dem Hofumfeld sein charakteristisches Erscheinungsbild. |                                     |
| 2.2.2.37 (LP Sundern) | Einzelbaum: Stieleiche                           | ca. 400 m südöstlich von Meinkenbracht                                             | Die ca. 150-jährige Stieleiche mit einem Stammumfang von 2,00 bis 2,50 m steht in der offenen Talaue direkt an der Romecke. |                                     |
| 2.2.2.38 (LP Sundern) | Einzelbaum: Rotbuche                             | ca. 1100 m südöstlich von Meinkenbracht                                            | Die wohl über 200-jährige Rotbuche mit einem Stammumfang von 3,00 bis 3,50 m steht am westlichen Talrandweg der Romecke. |                                     |
| 2.2.2.40 (LP Sundern) | Baumgruppe                                       | ca. 870 m östlich von Altenhellefeld                                               | Drei ca. 150-jährigen Winterlinden mit Stammumfängen von 2,00 bis 2,50 m stehen um ein Wegekreuz an der L 839 (ein ausgefallener Baum ist zu dem Dreierensemble nachgepflanzt). |                                     |
| 2.2.2.41 (LP Sundern) | Baumgruppe                                       | westlich Ortsrand von Bainghausen                                                  | Die drei ca. 150-jährigen Stieleichen mit Stammumfängen von 2,00 bis 2,50 m stehen auf einer leicht geneigten Weidefläche. |                                     |
| 2.2.2.42 (LP Sundern) | Baumreihe                                        | ca. 510 m östlich Hüttebrüchen                                                     | Die sieben teilweise über 100-jährigen Stieleichen reihen sich landschaftsbildprägend (mit den ND 2.2.1.11 und 2.2.1.12) in der freien Feldflur entlang eines Wirtschaftsweges. |                                     |
| ND 246 (VO)           | Eiche                                            | Höpkeweg 14 (Hausrückseite), Amecke 51° 17′ 53,9″ N, 7° 56′ 54,5″ O                | |                                     |
| ND 247 (VO)           | Hainbuche                                        | Grünfläche zwischen Kirche und Huxenweg 8, Endorf 51° 17′ 30,1″ N, 8° 2′ 11,2″ O   | |                                     |
| ND 249 (VO)           | Linde mit Heiligenhäuschen                       | am Heiligenhäuschen B 22/Abzweig K 1, Estinghausen 51° 22′ 26,1″ N, 7° 56′ 40,3″ O | |                                     |
| ND 251 (VO)           | Ahorn                                            | Hachener Straße 86, Hachen 51° 22′ 29,2″ N, 7° 58′ 50,7″ O                         | |                                     |
| ND 253 (VO)           | Baumgruppe: 2 Ulmen auf dem Friedhof             | Eingang Hochstraße/Am Kuhlen, Hachen 51° 22′ 23,7″ N, 7° 59′ 0,5″ O                | |                                     |
| ND 255 (VO)           | Eiche („Friedenseiche“)                          | Hagener Straße 30–32, Hagen 51° 15′ 39,5″ N, 7° 57′ 35,2″ O                        | |                                     |
| ND 262 (VO)           | Eiche                                            | Elsterhagen 12, Sundern 51° 20′ 25,9″ N, 8° 0′ 3,2″ O                              | |                                     |
| ND 263 (VO)           | Baumgruppe: 3 Eichen                             | Lammer Straße, Fußweg zur Frickenbergstraße, Sundern 51° 19′ 54,5″ N, 8° 0′ 33″ O  | |                                     |
| ND 264 (VO)           | Eiche                                            | Sassenhagen 2, Sundern 51° 19′ 37,1″ N, 7° 59′ 59,4″ O                             | |                                     |
| ND 265 (VO)           | Linde                                            | zwischen Wolfskamp 9 und 17, Sundern 51° 19′ 31,9″ N, 7° 59′ 52,6″ O               | |                                     |
| ND 267 (VO)           | Eiche                                            | Am Kahlenberg, gegenüber Haus Nr. 15, Sundern 51° 18′ 41,8″ N, 8° 1′ 10,4″ O       | |                                     |
| ND 268 (VO)           | Baumgruppe: 3 Eichen                             | Am Wilsenberg 31, Bainghausen 51° 19′ 40,7″ N, 8° 2′ 38,1″ O                       | 2006: 4 Eichen. 2016 nur noch 3 Bäume vorhanden |                                     |

### Winterberg
| Kennung                  | Bezeichnung                            | Lage                                                                      | Erläuterung | Bild                  |
| ------------------------ | -------------------------------------- | ------------------------------------------------------------------------- | ----------- | --------------------- |
| 2.2.1.1 (LP Winterberg)  | 2 Solitär-Linden                       | nördliche Stadtgrenze bei Krauseholz                                      |             |                       |
| 2.2.1.2 (LP Winterberg)  | Eichengruppe                           | westlich von Züschen                                                      |             |                       |
| 2.2.1.3 (LP Winterberg)  | Linde („Dicke Linde“)                  | östlicher Dorfrand von Züschen                                            |             |                       |
| 2.2.1.4 (LP Winterberg)  | 2 Hudebuchen                           | südlich von Winterberg                                                    |             |                       |
| 2.2.2.01 (LP Winterberg) | Diabasklippen In der Strolle           | südöstlich von Niedersfeld                                                |             |                       |
| 2.2.2.02 (LP Winterberg) | Aufschluss bei der Ehrenscheider Mühle | südlich von Elkeringhausen                                                |             |                       |
| 2.2.2.03 (LP Winterberg) | Quell-Kerbtälchen In den Plätzen       | südöstlich von Hildfeld                                                   |             |                       |
| 2.2.2.04 (LP Winterberg) | Felsgruppe Schnabel                    | östlich von Niedersfeld                                                   |             |                       |
| 2.2.2.05 (LP Winterberg) | Rützen-Felsen                          | südlich von Niedersfeld                                                   |             |                       |
| 2.2.2.06 (LP Winterberg) | Krähenstein                            | westlich von Siedlinghausen                                               |             | ND Krähenstein        |
| 2.2.2.07 (LP Winterberg) | Käppelchen-Felsen                      | westlich von Siedlinghausen                                               |             | ND Käppelchen-Felsen  |
| 2.2.2.08 (LP Winterberg) | Roth-Felsen                            | südöstlich von Elkeringhausen                                             |             |                       |
| 2.2.2.09 (LP Winterberg) | Aufschluss am Wetzstein                | nordöstlich von Neuastenberg                                              |             |                       |
| 2.2.2.10 (LP Winterberg) | K 7-Aufschluss an der Helle            | nordwestlich von Züschen                                                  |             |                       |
| ND 272 (VO)              | Eiche                                  | Abzweig Ruhrstraße/Josefsweg, Niedersfeld 51° 15′ 36,2″ N, 8° 31′ 41,5″ O |             |                       |
| ND 274 (VO)              | Buche Rauher Busch                     | Im Hohen Seifen, Winterberg 51° 12′ 0″ N, 8° 31′ 19,8″ O                  |             | ND Buche Rauher Busch |

## Ehemalige Naturdenkmäler nach Gemeinde

### Arnsberg
| Kennung     | Bezeichnung                          | Lage                                                            | Erläuterung               | Bild |
| ----------- | ------------------------------------ | --------------------------------------------------------------- | ------------------------- | ---- |
| ND 002 (VO) | Tulpenbaum (Liriodendron tulipifera) | Königsstraße, IHK-Parkplatz 51° 23′ 41,7″ N, 8° 3′ 43,2″ O      | 2016 nicht mehr vorhanden |      |
| ND 016 (VO) | Eiche                                | Klosfuhrstraße 10, Bruchhausen 51° 25′ 37,6″ N, 8° 1′ 19″ O     | 2016 nicht mehr ND-würdig |      |
| ND 026 (VO) | Ahorn                                | Stembergstraße 18, Neheim-Hüsten 51° 26′ 51,2″ N, 7° 58′ 4,2″ O | 2016 nicht mehr vorhanden |      |
| ND 040 (VO) | Esche                                | Ennertstraße 4, Wennigloh 51° 22′ 57,9″ N, 8° 1′ 3,2″ O         | 2016 nicht mehr vorhanden |      |

### Brilon
| Kennung                   | Bezeichnung                                                              | Lage                                                                      | Erläuterung | Bild                       |
| ------------------------- | ------------------------------------------------------------------------ | ------------------------------------------------------------------------- | --- | -------------------------- |
| ND 048 (VO)               | Baumgruppe: 1 Esche, 1 zweistämmige Linde, 1 Ulme, 1 Kastanie an der B 7 | Antfelder Straße 1, 7 und 9, Altenbüren 51° 23′ 10″ N, 8° 30′ 17″ O       | Esche wurde gefällt, Linde 2011 aus ND-Schutz entlassen, Ulme 2015 gefällt; Rest (Kastanie) 2016 nicht mehr ND-würdig |                            |
| ND 054 (VO)               | Baumgruppe: 1 Linde, 1 Kastanie, 1 Ahorn                                 | Ecke Derkere Straße/Kirchenstraße, Brilon 51° 23′ 39,8″ N, 8° 33′ 52,8″ O | 2011 und 2015 aus ND-Schutz entlassen                                                                                 |                            |
| ND 060 (VO)               | Linde                                                                    | Am Kalvarienberg 1, Brilon 51° 23′ 29,3″ N, 8° 34′ 0,8″ O                 | 2016 nicht mehr ND-würdig                                                                                             |                            |
| ND 081 (VO)               | Linde im Hofraum                                                         | Dionysiusstraße 25, Thülen 51° 25′ 3,3″ N, 8° 38′ 45,8″ O                 | 2013 im Sturm umgestürzt                                                                                              |                            |
| 2.2.1.01 (LP Hoppecketal) | Baumgruppe aus 2 Rotbuchen (†)                                           | ostnordöstlich von Gut Almerfeld 51° 26′ 55,1″ N, 8° 41′ 45,1″ O          | | Baumgruppe aus 2 Rotbuchen |

### Eslohe (Sauerland)
| Kennung     | Bezeichnung       | Lage                                                                         | Erläuterung | Bild |
| ----------- | ----------------- | ---------------------------------------------------------------------------- | ----------- | ---- |
| ND 098 (VO) | Linde an der B 55 | zwischen Mescheder Straße 48 und 48a, Reiste 51° 15′ 52,6″ N, 8° 14′ 30,9″ O |             |      |

### Hallenberg
| Kennung     | Bezeichnung            | Lage                                                    | Erläuterung                                    | Bild |
| ----------- | ---------------------- | ------------------------------------------------------- | ---------------------------------------------- | ---- |
| ND 105 (VO) | Linde auf dem Friedhof | Pfarrweg 1, Braunshausen 51° 6′ 50,5″ N, 8° 40′ 45,4″ O | Krone wurde gekappt, 2016 nicht mehr ND-würdig |      |

### Marsberg
| Kennung     | Bezeichnung          | Lage                                                                                   | Erläuterung                                                 | Bild |
| ----------- | -------------------- | -------------------------------------------------------------------------------------- | ----------------------------------------------------------- | ---- |
| ND 107 (VO) | Linde                | B 59, Beringhausen 51° 24′ 34″ N, 8° 45′ 8,1″ O                                        | 2016 nicht mehr ND-würdig                                   |      |
| ND 116 (VO) | Baumgruppe: 2 Linden | östlich Haus Am Park 14, Essentho 51° 28′ 59,6″ N, 8° 50′ 7,9″ O                       | 2016 nicht mehr ND-würdig                                   |      |
| ND 120 (VO) | Baumgruppe: 4 Linden | vor Flessinghauser Straße 22 und 24, Leitmar 51° 24′ 11,9″ N, 8° 51′ 56,4″ O           | nur noch 1 Baum vorhanden, dieser 2016 nicht mehr ND-würdig |      |
| ND 122 (VO) | Baumreihe: 5 Linden  | Flessinghauser Straße 30 (Kirche), Leitmar 51° 24′ 10,9″ N, 8° 52′ 1,6″ O              | Kronen wurden gekappt, 2016 keine ND mehr                   |      |
| ND 123 (VO) | Kastanie             | westlich Am Stadtberger Weg 1, Leitmar 51° 24′ 10,3″ N, 8° 52′ 6,7″ O                  | 2011 aus ND-Schutz entlassen                                |      |
| ND 134 (VO) | Linde                | Kirchstraße 2 an der Südseite der Kirche, Niedermarsberg 51° 27′ 36,2″ N, 8° 51′ 16″ O | 2016 nicht ND-würdig                                        |      |
| ND 139 (VO) | Eiche                | Ecke Hauptstraße 6/Grabenstraße, Niedermarsberg 51° 27′ 42,7″ N, 8° 51′ 8,8″ O         | Anfahrschäden, 2016 nicht mehr ND-würdig                    |      |
| ND 143 (VO) | Linde                | Glindeplatz, Niedermarsberg 51° 27′ 30,9″ N, 8° 51′ 17,7″ O                            | gekappt, 2016 nicht mehr ND-würdig                          |      |
| ND 146 (VO) | Buche                | Bahnhofstraße, nördlich Nr. 13, Niedermarsberg 51° 27′ 43,8″ N, 8° 51′ 20,1″ O         |                                                             |      |
| ND 154 (VO) | Esche                | hinter Auf der Mauer 1, Obermarsberg 51° 26′ 49,5″ N, 8° 51′ 14″ O                     | Baum 2016 im Absterben begriffen                            |      |
| ND 155 (VO) | Linde                | Zu den Drei Linden 18, Oesdorf 51° 30′ 15,2″ N, 8° 52′ 26,2″ O                         | gekappt, 2016 nicht mehr ND-würdig                          |      |

### Medebach
| Kennung     | Bezeichnung          | Lage                                                                            | Erläuterung                                                     | Bild |
| ----------- | -------------------- | ------------------------------------------------------------------------------- | --------------------------------------------------------------- | ---- |
| ND 161 (VO) | Baumgruppe: 2 Linden | An der Kirche, Deifeld 51° 14′ 26,5″ N, 8° 39′ 26,3″ O                          | 2016 nicht mehr vorhanden                                       |      |
| ND 162 (VO) | Linde                | Alter Pferdemarkt 2, Küstelberg 51° 13′ 23,7″ N, 8° 36′ 16,3″ O                 | Krone fehlt nach Verkehrssicherungsmaßnahmen, 2016 kein ND mehr |      |
| ND 163 (VO) | Linde                | Winterberger Straße 3 an der Kirche, Küstelberg 51° 13′ 21,5″ N, 8° 36′ 15,9″ O | 2013 aus ND-Schutz entlassen                                    |      |
| ND 164 (VO) | Linde                | Alter Pferdemarkt 4, Küstelberg 51° 13′ 24,2″ N, 8° 36′ 13,3″ O                 | 2013 aus ND-Schutz entlassen                                    |      |
| ND 165 (VO) | Linde                | Winterberger Straße 15, Küstelberg 51° 13′ 22,6″ N, 8° 36′ 17,7″ O              | 2006 aus ND-Schutz entlassen, 2016 nicht mehr vorhanden         |      |

### Meschede
| Kennung     | Bezeichnung                          | Lage | Erläuterung                                                                               | Bild |
| ----------- | ------------------------------------ | --- | ----------------------------------------------------------------------------------------- | ---- |
| ND 171 (VO) | Eiche                                | Freienohler Straße 25, Olpe 51° 21′ 22,8″ N, 8° 10′ 6,3″ O | 2016 fehlende Erhaltungsaussicht (wegen standörtlicher Beeinträchtigungen im Straßenraum) |      |
| ND 172 (VO) | Baumgruppe: 2 Linden, 1 Eiche        | Im Orth 2 (Hof Vielhaber), Wallen 51° 19′ 48,5″ N, 8° 11′ 40,5″ O                                                                                                 | 2016 nicht mehr ND-würdig                                                                 |      |
| ND 176 (VO) | Baumgruppe: 1 Esche, 1 Linde         | Zum Langenberg 7, Mülsborn 51° 19′ 45,7″ N, 8° 14′ 2,9″ O | vor 2016 aus ND-Schutz entlassen                                                          |      |
| ND 184 (VO) | Eiche Gewerbegebiet Im Langel        | Im Langel östlich Haus Nr. 4, Freienohl 51° 22′ 46,6″ N, 8° 10′ 6,3″ O                                                                                            | 2008 wegen akuter Umsturzgefahr gefällt                                                   |      |
| ND 187 (VO) | Baumgruppe: 5 Linden                 | Ziegeleistraße zwischen Haus-Nummern 3, 5 und 7, Meschede-Stadt 51° 21′ 28,4″ N, 8° 16′ 34,3″ O                                                                   | 2012 aus ND-Schutz entlassen                                                              |      |
| ND 190 (VO) | Ahorn am Ufer der Gebke              | Lagerstraße zwischen Haus-Nummern 1 und 1a, Meschede-Stadt 51° 20′ 58,9″ N, 8° 16′ 47,6″ O                                                                        | 2016 nicht mehr ortsbildprägend                                                           |      |
| ND 192 (VO) | Baumgruppe: 3 Ahorn, 1 Esche         | im Grünstreifen zwischen Le-Puy-Straße und ehemaligem Güterbahnhof, gegenüber Le-Puy-Straße Nummern 27, 31 und 41, Meschede-Stadt 51° 20′ 58,6″ N, 8° 16′ 34,1″ O | 2016 teilweise nicht mehr vorhanden (Ersatzbaumreihe kein ND)                             |      |
| ND 194 (VO) | Ahorn in einer Grünanlage            | Briloner Straße westlich Haus-Nr. 21, Meschede-Stadt 51° 20′ 47,1″ N, 8° 17′ 36,5″ O                                                                              | 2016 nicht mehr vorhanden                                                                 |      |
| ND 199 (VO) | Baumgruppe: 2 Ulmen an einer Kapelle | Zum Odin 9, Visbeck 51° 19′ 59,5″ N, 8° 7′ 47,6″ O | 2009 wegen Fäulnis in Wurzelstöcken gefällt                                               |      |

### Olsberg
| Kennung     | Bezeichnung                                    | Lage                                                                                       | Erläuterung                                 | Bild |
| ----------- | ---------------------------------------------- | ------------------------------------------------------------------------------------------ | ------------------------------------------- | ---- |
| ND 206 (VO) | Eiche                                          | Negertalstraße 13, L 742/Neger-Überfahrt, Brunskappel 51° 16′ 40,9″ N, 8° 28′ 53,1″ O      | 2016 nicht mehr ND-würdig                   |      |
| ND 208 (VO) | Eiche                                          | Am Kleinscheid 7, Brunskappel 51° 19′ 59,5″ N, 8° 28′ 34,2″ O                              | 2013 abgestorben                            |      |
| ND 212 (VO) | Baumgruppe: 2 Linden östlich der Schützenhalle | Zu den Schützenlinden 1, Helmeringhausen 51° 20′ 25,6″ N, 8° 28′ 14,7″ O                   | 2015 aus ND-Schutz entlassen                |      |
| ND 213 (VO) | 4-stämmige Rotbuche                            | Rutsche 6, Park der Kropff-Federath'schen Stiftung, Olsberg 51° 21′ 6,5″ N, 8° 29′ 27,5″ O | vor 2016 aus ND-Schutz entlassen            |      |
| ND 215 (VO) | 7 Linden in 2 Baumreihen zu 3 und 4 Linden     | westlich und nördlich Bahnhofstraße 20–20 b, Olsberg 51° 21′ 22,8″ N, 8° 29′ 24,9″ O       | nicht ortsbildprägend, 2016 nicht ND-würdig |      |

### Schmallenberg
siehe Liste der Naturdenkmäler in Schmallenberg

### Sundern (Sauerland)
| Kennung     | Bezeichnung                     | Lage                                                                            | Erläuterung                         | Bild |
| ----------- | ------------------------------- | ------------------------------------------------------------------------------- | ----------------------------------- | ---- |
| ND 248 (VO) | Eiche am Altersheim             | Alter Lamferweg 22, Enkhausen 51° 22′ 25,7″ N, 7° 57′ 51,7″ O                   | 2014 aus ND-Schutz entlassen        |      |
| ND 250 (VO) | Baumgruppe: 2 Ahorne am Bahnhof | Bahnhofstraße, Busbahnhof, Hachen 51° 22′ 36,9″ N, 7° 59′ 2″ O                  | nicht prägend, 2016 nicht ND-würdig |      |
| ND 257 (VO) | Eibe                            | am Tretbecken gegenüber Hagener Straße 58, Hagen 51° 15′ 23,5″ N, 7° 58′ 6,8″ O | 2016 nicht ND-würdig                |      |